# Vénètes (Italie)
Pour les articles homonymes, voir Vénètes (homonymie).
| - Ligures - Vénètes - Étrusques - Picéniens - Ombriens | - Latins - Osques - Messapes - Grecs - Sicules |

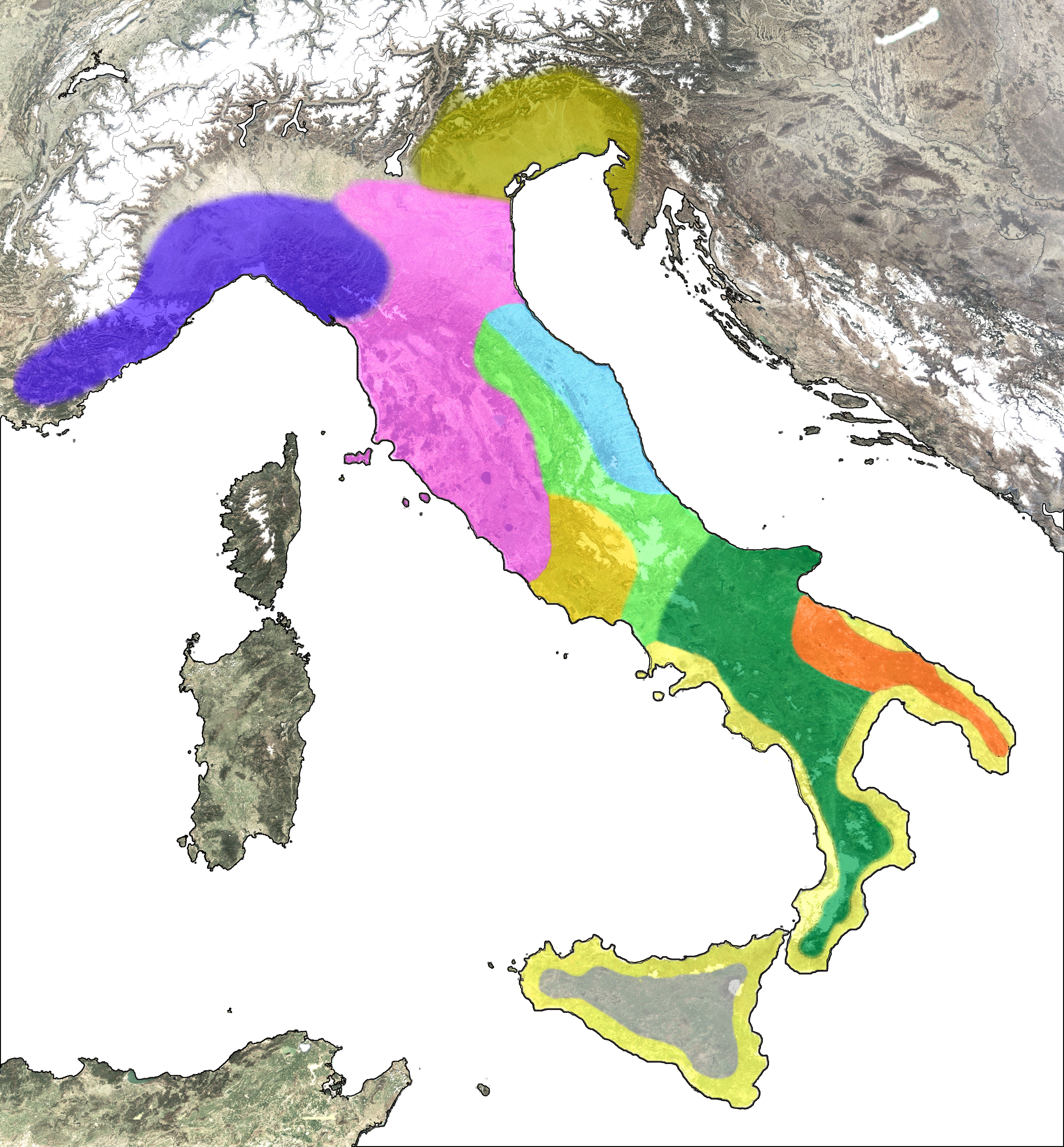
Les peuples dans la péninsule italienne au début de l'âge du fer :

Les Vénètes (latin Veneti, grec ancien ἐνετοί Enetoi, italien Paleoveneti) étaient un peuple indo-européen de l'Italie antique qui vivait en Vénétie, entre les sommets des Alpes et l'Adriatique. Leur langue, le vénète, connue grâce à quelques centaines d'inscriptions, était d'origine italique, ce qui les rapprochait des Romains, dont ils étaient les alliés.

## Étymologie
L'origine du mot « Vénètes » est indo-européenne : en hittite, les  wa-na-at-ti-ja-ta  étaient les « tribus, clans, lignées, familles », ce qui a aussi donné les variantes suivantes :
- les weshesh ou weshnesh sont les peuples de la mer ;
- les veni ou ueniā sont les tribus irlandaises, en vieux breton guen, en breton gouenn[1],[2] ;
- les Venedoti du Pays de Galles (au royaume du Gwynedd) ;
- les weniz, en vieux haut allemand wini, en vieux norrois vinr, en norvégien venn ;
- veni-diks en proto-latin, vindex en latin[3] ont peut-être dérivé en veneti : « apparentés, amicaux, marchands »[4].

## Histoire
Les Vénètes d'Italie du Nord font partie des envahisseurs indo-européens porteurs des langues italiques. Ils sont arrivés en Italie plus tard que les Osco-ombriens et l'étude de leur langue, le vénète, montre qu'elle est plus proche du latin que des langues osco-ombriennes. Les Vénètes auraient repoussé dans les montagnes les Euganéens, pré-indo-européens qui les auraient précédés dans cette région.
Leur capitale aurait été Padoue (latin Patavium), la plus belle de leurs cinquante villes. Un centre important de leur civilisation, la civilisation atestine, était situé à Este, au sud de Padoue ; leur principale divinité, qui était féminine, la déesse Reitia, y avait son sanctuaire le plus important. Le centre du territoire qu'ils contrôlaient se trouvait autour de Padoue et d'Este (Monts Euganéens) et s'étendait jusqu'au piémont des Alpes orientales (Belluno, Montebelluna). Un autre foyer important est la haute vallée du Piave (Cadore), où les Celtes submergeront les Vénètes à partir du IVe siècle av. J.-C. Si l'on tient compte des sites où ont été découvertes des inscriptions en vénète et la présence de leur religion, les Vénètes ont eu des implantation ou un fort rayonnement au nord des Alpes orientales (Gurina), aux confins du Frioul-Vénétie Julienne et de la Slovénie (San Canzian, Idrija) et jusqu'en Pannonie, à l'extrême sud de la Hongrie (nécropole de Szentlőrinc).
Ils sont bien attestés à partir du VIe siècle av. J.-C. Ils combattaient sans cesse leurs voisins celtes et illyriens, notamment les Carnes, les Istriens et les Liburniens. Il y a eu, à partir du IIIe siècle av. J.-C., une interpénétration culturelle entre les Vénètes et leurs voisins celtes et on rencontre en domaine vénète de nombreux témoins de la culture matérielle de La Tène,. Ils sont signalés comme alliés des Romains dès le IIIe siècle av. J.-C. Ils fournissent alors des auxiliaires à l'armée romaine durant la deuxième guerre punique. Pour combattre les Gaulois, ils se sont alliés à Rome et ont ensuite accepté facilement son hégémonie. Romanisés, ils sont encore signalés dans les îles de l'Adriatique sous Marc Aurèle (IIe siècle).
Au Haut Moyen Âge, un grand nombre d'habitants de la Vénétie se réfugièrent dans les îles de la lagune au sud d'Aquilée pour fuir les différentes vagues d'envahisseurs venus du nord-est. Ils formèrent ainsi le premier noyau de la future ville de Venise.

## Traditions gréco-romaines sur les origines des Vénètes
Les traditions grecques et romaines sur l'origine troyenne de certains peuples d'Italie faisaient d'Anténor le fondateur de Padoue,. Certains auteurs anciens tels que Justin, Caton l'Ancien, Solin ou Strabon font même des Troyens qui accompagnaient Anténor les ancêtres de l'ensemble des Vénètes d'Italie du Nord.
Une tradition dont on trouve la trace chez Euripide faisait des Vénètes des éleveurs de chevaux réputés. Mais il semble bien que cette tradition concernait en fait les Énètes ou Vénètes de Paphlagonie.

## Anthroponymes
Une étude datée de 2020 révèle, d'après une analyse d'inscriptions latines de la période de l'Empire romain, que les anthroponymes vénètes sont profondément latinisés. La signification de leurs racines a été identifiée en comparant chacun d'eux avec des lexèmes correspondants dans les langues slaves actuelles. Il apparaît par ailleurs que 23,89% des anthroponymes vénètes ont des racines slaves, ce qui permet d'estimer que les Slaves étaient déjà présents dans l'Empire romain bien avant le VIIe siècle, date généralement admise de l'arrivée des Slaves en Europe du Sud.